# N001
N001은 소련이 개발했던 항공 레이더이다. 러시아 정부에 들어서도 꾸준히 개량형으로 업그레이드되고 있는 핵심 레이더이다. MiG-29와 Su-27 계열 전투기에 탑재되는 레이더로, 다양한 개량형 버전이 존재한다.

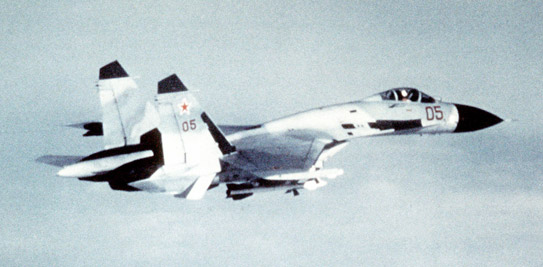
본 레이더를 탑재하는 수호이27 전투기. 127km의 탐지거리를 가진 전투기다.

## 역사
Viktor Grishin이 Su-27을 위해 설계한 레이다다. 1991년부터 도입되기 시작한 펄스 도플러 레이더다. 평균 고장간격은 처음엔 5시간, 후기형은 100시간으로, MTBF는 200시간으로 늘어났다.

## 개량형 종류
기본형은 3m2 크기의 목표물을 43해리에서 탐지할 수 있다.
- N001 (RLPK-27) : 스탠다드 모델.
- N001V (RLPK-27V) : 10개의 목표물을 동시추적할 수 있다.
- N001VE (RLPK-27VE) : 중국의 SU-30MKk에 탑재됐다.
- N001VEP (RLPK-27VEP)
- N001VEP+Pero

## 같이 보기
- AN/APG-63
- AN/APG-66
- AN/APG-80
- Zhuk